# 宇宙をかける少女 キャラクターソング
「宇宙をかける少女 キャラクターソング」は、テレビアニメ『宇宙をかける少女』のキャラクターソングが収録されているシングル。2009年2月25日と同年3月11日にLantisから計3枚が発売された（Vol.2とVol.3は同時発売）。

## 概要
- 各キャラのキャラクターソングと「宇宙は少女のともだちさっ」のそれぞれのバージョンに加え、サウンドシネマが収録されている。
- ジャケットには、獅子堂秋葉、神凪いつき、河合ほのかの3人がそれぞれマラカス、ギター、リコーダーで演奏しているイラストが描かれている。

## リリース一覧

### Vol.1 獅子堂秋葉
歌は、獅子堂秋葉（MAKO）。2009年2月25日発売。
1. サウンドシネマ「秋葉のそら色飛行」[2:53]
作曲：七瀬光・菊谷知樹
2. YURA-YURA-DREAMER [4:40]
作詞：畑亜貴、作曲：田代智一、編曲：安藤高弘
3. 宇宙は少女のともだちさっ 秋葉ver. [3:45]
作詞：畑亜貴、作曲：山口朗彦、編曲：大久保薫
4. YURA-YURA-DREAMER（off vocal）

### Vol.2 神凪いつき
歌は、神凪いつき（遠藤綾）。2009年3月11日発売。
1. サウンドシネマ「いつきのまにまに」[2:23]
作曲：七瀬光・菊谷知樹
2. 瑠璃色の逆光
作詞：畑亜貴、作曲：Tatsh、編曲：虹音
3. 宇宙は少女のともだちさっ いつきver. [3:34]
作詞：畑亜貴、作曲：山口朗彦、編曲：大久保薫
4. 瑠璃色の逆光（off vocal）

### Vol.3 河合ほのか
歌は、河合ほのか（牧野由依）。2009年3月11日発売。
1. モロイミライキライ [5:17]
作詞：畑亜貴、作曲・編曲：藤末樹
2. サウンドシネマ「かわいいほのか」[2:21]
作曲：七瀬光・菊谷知樹
3. 宇宙は少女のともだちさっ ほのかver. [4:40]
作詞：畑亜貴、作曲：山口朗彦、編曲：菊谷知樹
4. モロイミライキライ（off vocal）